# Carnets d'un grand détour
Pour plus de détails, voir Fiche technique et Distribution.
Carnets d'un grand détour est un film documentaire québécois réalisé par Catherine Hébert et sorti en 2012.

## Synopsis
Quand Marc Roger, lecteur public de métier, se donne pour défi de marcher de Saint-Malo à Bamako avec son âne chargé de livres à partager, la cinéaste Catherine Hébert (De l’autre côté du pays) le rejoint au Maroc, avec sa caméra. Alors que des milliers d’Africains traversent chaque jour le continent vers le nord dans l’espoir d’améliorer leurs conditions de vie, Carnets d’un grand détour effectue un émouvant périple à contresens, le long des sentiers du Maroc, du Sénégal et du Mali. Chemin faisant, les superbes images et la narration poétique de la réalisatrice esquissent un regard très personnel sur l’Afrique et ses habitants. Plusieurs quêtes parallèles s’y révèlent : celle de Marc, la sienne, et les récits de plusieurs individus croisés au passage.

## Fiche technique
- Titre original : Carnets d'un grand détour
- Réalisation et scénario : Catherine Hébert
- Musique originale : Florencia Di Concilio
- Images : Catherine Hébert, Elric Robichon et Pedro Ruiz
- Son : Mélanie Gauthier, Bruno Bélanger et Catherine Hébert
- Montage : Annie Jean
- Société de production : Virginie Dubois et Catherine Hébert pour La Coop Vidéo de Montréal
- Distribution : Les Films du 3 mars
- Pays d'origine : Canada ( Québec)
- Langues originales : français, anglais, bambara, pulaar
- Genre : documentaire
- Durée : 96 minutes
- Date de sortie : 
  -  Québec - 6 avril 2012

## Distinctions

### Récompense
- Rencontres internationales du documentaire de Montréal 2011 : grand prix de la compétition nationale longs métrages[3]
- Festival Vues sur mer de Gaspé 2012 : Prix humaniste [4]

### Sélections
- Festival de cinéma de la ville de Québec, 2012
- Écrans noirs, 2012
- Festival Cinéma du Monde de Sherbrooke, 2014

## Accueil critique
Jean-François Hamel, rédacteur de la revue Ciné-Bulles écrit : « Il y a des films qui fascinent parce qu’ils prennent le spectateur à témoin d’une aventure hors du commun, d’autant plus bouleversante qu’elle modifie sa vision du monde et son rapport à l’autre. Ces films sont autant de voies par où une réalité jusque-là inconnue se révèle à lui. C’est ce que la cinéaste québécoise Catherine Hébert propose avec le documentaire Carnets d’un grand détour. Ce projet a tout d’une entreprise périlleuse, ne serait ce que sur le plan humain, avant même de devenir un documentaire : parcourir, caméra à la main, le continent africain à la marche, du Maroc au Mali, en suivant un homme, Marc Roger, parti de Saint-Malo, où ses parents sont enterrés, pour rejoindre son lieu de naissance : Bamako». La rédaction du journal Métro ajoute « La réalisatrice Catherine Hébert, qui a réalisé plusieurs reportages et documentaires, dont le film De l’autre côté du pays, nous invite à découvrir, avec ce Carnet d’un grand détour son film le plus personnel.»